# 冰島LGBT權益
冰島已成功達成許多LGBT權益的里程碑，其中包括同性婚姻與領養的合法化。
2009年2月，由約翰娜·西于爾扎多蒂（現代史上首位公開同性戀身分的政府首長）領導的少數黨政府上任，推動修訂婚姻法。2010年6月11日，國會重新定義婚姻為「兩個人之間的結合」，從而使同性婚姻合法化。法律於2010年6月27日生效；西于爾扎多蒂也旋即和其同性伴侶提出將民事結合轉化為婚姻的要求，正式結合。

## 法律

### 同性性行為
同性性行為已於1940年除罪化。1992年，國會通過法律訂定同意年齡為14歲。
2007年限制升到15歲，無關性別。

### 同性結合
自1996年，冰島開放同性伴侶合法登記為伴侶關係，直到2010年6月27日由性別中立的婚姻法取代。

### 反歧視
冰島自1996年立法禁止性取向相關歧視及仇恨言論與罪行。

## 生活環境

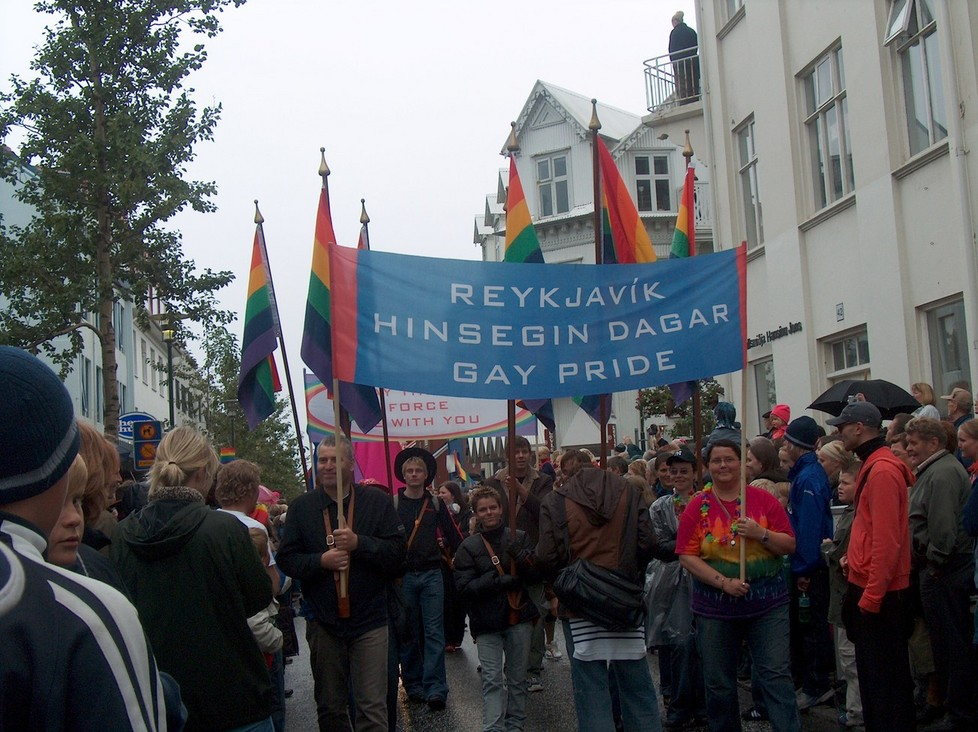
雷克雅維克驕傲遊行，2004年。

冰島人口雖少，但同性戀社群十分活躍，尤其以雷克雅維克最盛：當地有許多同性酒吧和咖啡館，每年約八月時舉行同志驕傲遊行。

## 概要
| 項目                                                   | 合法性       |
| ------------------------------------------------------ | ------------ |
| 同性性行為合法性                                       | 自1940年     |
| 同意年齡一致                                           | 自1992年     |
| 反歧視法執行                                           | 是           |
| 反歧視法適用於商品及服務法規                           | 自1996年     |
| 反歧視法適用於所有其他領域（包括：間接歧視、仇恨言論） | 自1996年     |
| 同性婚姻                                               | 自2010年     |
| 承認同性夫妻/伴侶                                      | 自1996年     |
| 同性伴侶可共同領養                                     | 自2006年     |
| 同性戀者可在軍界公開性傾向                             | 冰島沒有軍隊 |
| 性別更動權力                                           | 是           |
| 女同性戀進行體外受精之合法管道                         | 自2006年     |
| 允許男男性接觸者（MSM）進行捐血                        | 否           |